# Georg Steinberger

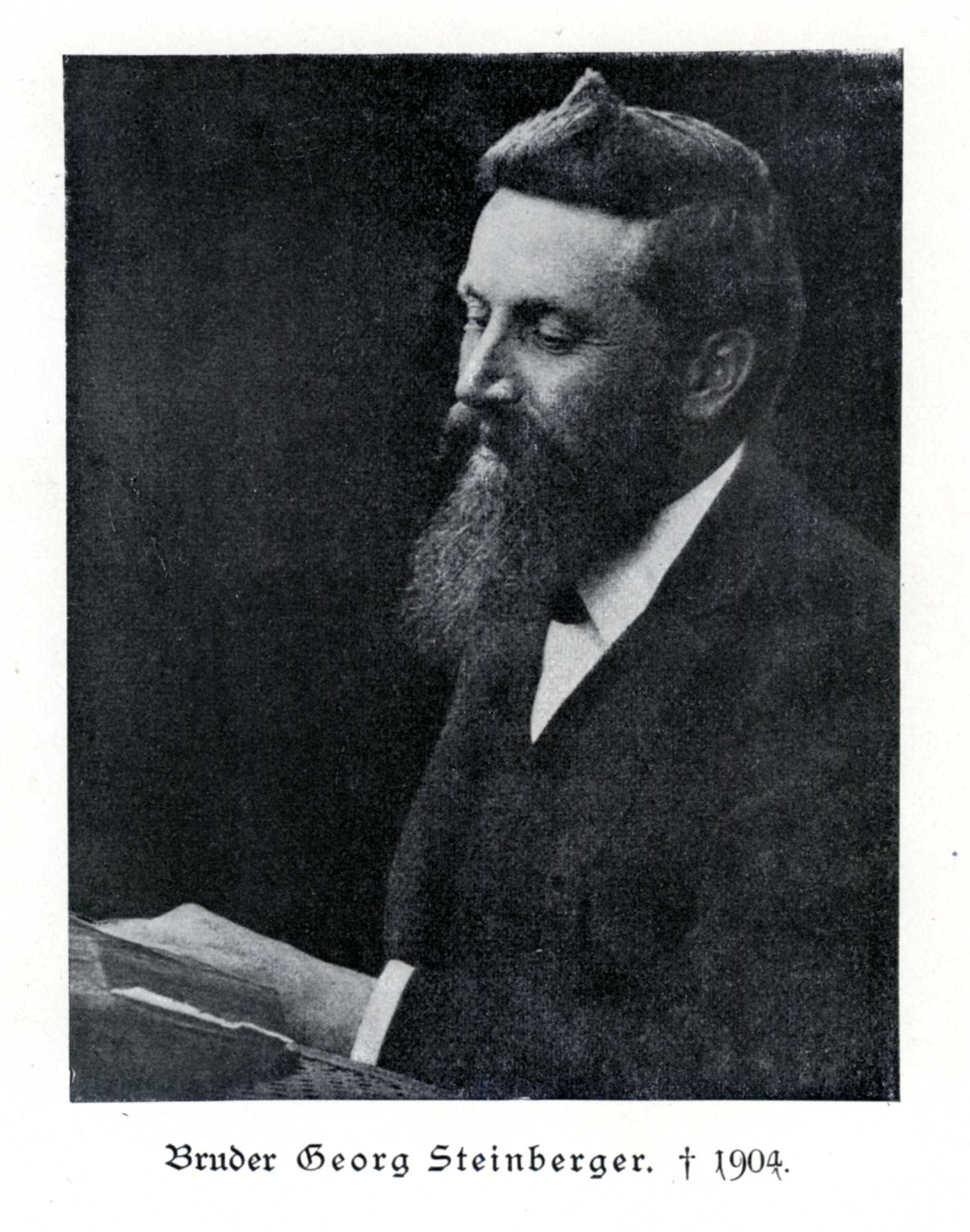

Georg Steinberger (* 3. Dezember 1865; † 3. April 1904) war ein deutscher Schriftsteller, Evangelist und Seelsorger. Seine wohl bekannteste Schrift ist Der Weg dem Lamme nach.

## Leben
Steinberger wurde als Sohn eines armen Bauern in einem Dorf in den bayerischen Hochalpen geboren. Seine Mutter arbeitete als Näherin. Georg begeisterte sich in der Schule für die damals sogenannte Heidenmission, weil sein Lehrer davon erzählte. Mit 14 Jahren begann Georg eine Schuhmacherlehre und trat nach deren Abschluss 1883 die übliche Gesellenwanderung an. Der "gottgläubige", jedoch nach eigenen Angaben "unbekehrte" junge Mann will allerdings keine rechte Lebensfreude empfunden haben, weil er die Diskrepanz zwischen dem "christusfernen menschlichen Wesen" und Gott quälend erlebt habe, eingedenk des Bibelwortes: „Die Welt vergeht mit ihrer Lust; wer aber den Willen Gottes tut, der bleibt in Ewigkeit!“ (1. Joh. 2,17 )
Nach dem zweijährigen Militärdienst wurde Steinberger schließlich in Ludwigshafen am Rhein sesshaft. Hier betätigte er sich neben seinem eigentlichen Beruf als Helfer in der Stadtmission.
Er schrieb über sich selbst: „Bis zu meinem 22. Lebensjahr hatte ich nie das Glück, einen bekehrten, betenden Menschen kennenzulernen. Weder in unserem Haus noch in den Häusern, wo ich sonst war, hatte ich einmal einer Hausandacht beigewohnt oder ein Herzensgebet zu Gott gehört. Als ich im 22. Jahr zum dritten Mal den Zug des himmlischen Vaters in meinem Inneren verspürte, wohnte ich in einem Wirtshaus, aber ich betrat niemals die Wirtsstube, da ich etwas anderes suchte. Ich hatte Durst nach Gott, und um diesen Hunger zu stillen, suchte ich mir den Brunnen. Einer von diesen Brunnen hieß ‚Gesetz‘, und der andere  hieß ‚Barmherzigkeit‘. Weil mir das Wort von Jesus Christus immer wieder in Erinnerung kam: ‚Der Mensch muss Rechenschaft geben von jedem unnützen Wort, das er geredet hat‘, (Matthäus 12,36 ) machte ich es mir zum Gesetz, nur das wirkliche Notwendige zu sprechen. Weil ich dadurch aber nicht glücklicher, sondern immer unglücklicher und düsterer wurde, suchte ich ein anderes Wasser, das dieses bittere versüßen sollte. Dies hieß ‚Barmherzigkeit‘ und von nun an trieb mich das Wort Jesu Christi: ‚Wer Barmherzigkeit tut, der wird Barmherzigkeit erlangen‘ (Matthäus 5,7 ).“
Der Besuch bei einer alten Witwe, die ihm vom "seligen Sterben" ihres Mannes berichtete, war schließlich der Anlass, dass Steinberger zu einer – wie er sagte – persönlichen Beziehung zu Christus und damit zur Heilsgewissheit fand. Er berichtete, dass er in der Folgezeit Hunderte Gottesoffenbarungen erlebt habe, in denen Gott gleichsam handgreiflich in sein Leben eingegriffen habe. Hinsichtlich des praktischen Lebens übte u. a. eine Biographie des Waisenhausvaters Georg Müller nachhaltigen Einfluss auf ihn aus. Obwohl selbst knapp an Mitteln, spendete Steinberger großzügig an Bedürftige und erlebte -nach seien Angaben- in diesem Zusammenhang verblüffende Gebetserhörungen.
Auf Drängen seiner Freunde in Ludwigshafen bewarb sich Steinberger trotz unzureichender schulischer Voraussetzungen an der Bibelschule in St. Chrischona bei Basel und wurde zu seiner eigenen Überraschung dort zum Studium aufgenommen, das er dann mit großer Hingabe absolvierte. Das Fortschreiten in der Nachfolge Jesu und die „Verkündigung der Botschaft des allmächtigen Gottes“ waren nunmehr sein einziges Lebensziel.
Im August 1895 erhielt er die offizielle „Einsegnung“ zum seelsorgerlichen Dienst, den er zunächst im Kanton Schaffhausen ausüben sollte. Hier evangelisierte er und war seelsorgerisch tätig, unterstützte jedoch auch die örtliche Bevölkerung durch praktisches Handanlegen bei der bäuerlichen Arbeit. In dieser Zeit entstanden auch seine ersten Traktate.
1898 wurde Steinberger nach Thüringen berufen, wo er etwa ein Jahr lang evangelisierte. Insbesondere die Hilflosen und Verzweifelten, die, wie er sich ausdrückte, „Stiefkinder des Glücks“ lagen ihm am Herzen. In diesem Zusammenhang plante er auch die Errichtung eines Ruhe- und Erholungsheims, ein Projekt, das nach seinem Fortgang verwirklicht wurde.
Im Jahr 1899 ging Steinberger wiederum in die Schweiz, wo er einem Ruf als Seelsorger in das Asyl Rämismühle folgte, ein Heim für hilfsbedürftige Menschen bei Zürich (heute ein Alten- und Pflegeheim), wo er fünf Jahre lang wirkte. Im Herbst 1903 stellte sich jedoch eine langsam fortschreitende tödliche Krankheit ein, die ihn schließlich an das Bett fesselte. Als Steinberger sein Ende nahen fühlte, legte er die Einzelheiten seiner Beisetzung fest: „In der Kapelle bitte ich keine Ansprache zu halten, sondern nur das Lied ‚Wie wird mir sein‘ zu singen. Darauf bitte ich, meinen Lieblingspsalm (Psalm 84) zu lesen und zu beten. Auf dem Gottesacker soll dann gesungen werden ‚Ich bete an die Macht der Liebe‘, die Stelle Offenbarung 7,13-17  gelesen und zum Schluss der Vers ‚Preis sei dem hohen Jesusnamen‘ angestimmt werden.“
Georg Steinberger verstarb am Ostermorgen des Jahres 1904.

## Aussprüche Steinbergers
„Ich bewege oft viele Wochen ein Wort Gottes im Herzen, bevor ich einschlafe oder wenn ich nicht einschlafen kann. So bekomme ich Licht in das Wort und bin zum Reden vorbereitet.“
„Wenn man mich fragen würde, welches Wort der Bibel ich am häufigsten und deutlichsten erfahren hätte, würde ich sagen: ‚Gebet, so wird euch gegeben‘. – Die besten Bankscheine sind die ‚Vergelt’s Gott‘ der Armen. Wohl dem, der viele solcher besitzt.“

„Viele Kinder Gottes geben sich alle Mühe, innerlich wachsen zu können; aber das echte Wachstum wird nur durch den Aufblick auf Jesus gefördert, so wie auch die Pflanzenwelt am besten gedeiht, wenn sie von der Sonne bestrahlt wird.“

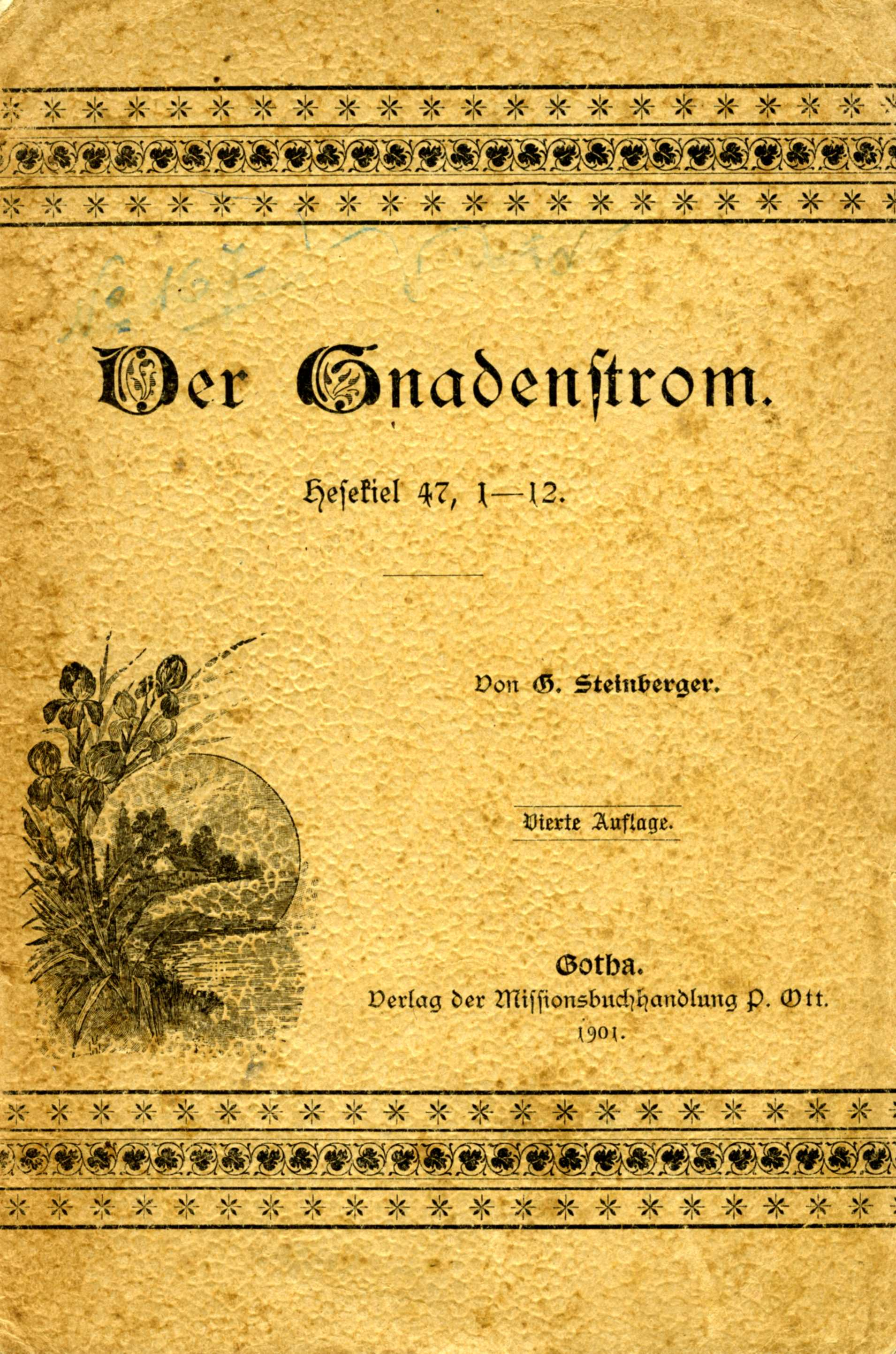
1901

## Einfluss
Viele Bücher Steinbergers erlebten hohe Auflagenzahlen und wurden in mehrere Sprachen übersetzt, darunter Englisch, Französisch, Norwegisch und Finnisch. Insgesamt wurden hunderttausende Exemplare von seinen Schriften gedruckt.
Aksel Smith, einer der Mitbegründer der heutigen Brunstad Christian Church (BCC), wurde von ihm inspiriert, und sein Bruder Johan Oscar Smith ließ eine der Schriften Steinbergers in seinem Blatt Skjulte Skatter (dt. Verborgene Schätze) in norwegischer Sprache drucken. Auch für Fritz Binde waren Steinbergers Schriften der Anlass zu seiner Bekehrung und anschließenden eigenen Ausbildung zum Evangelisten.
Steinbergers Hauptwerk, das Buch Der Weg dem Lamme nach, wurde von den Evangelisten Ole Hallesby (1879–1961) und Leonard Ravenhill (1907–1994) zur Lektüre empfohlen. 1915 schrieb Hallesby im Vorwort zur ersten englischen Auflage: „Ich kenne kein Andachtsbuch, das ich so oft gelesen habe. Es ist in einem ungewöhnlichen Maße mit Worten des ewigen Lebens gefüllt. Durch viele Jahre bitteren Leidens lernte sein Verfasser, den Erlöser als das Lamm Gottes zu sehen und selbst den Weg dem Lamme nach zu gehen.“

## Werke (Auswahl)

### Gesamtwerk

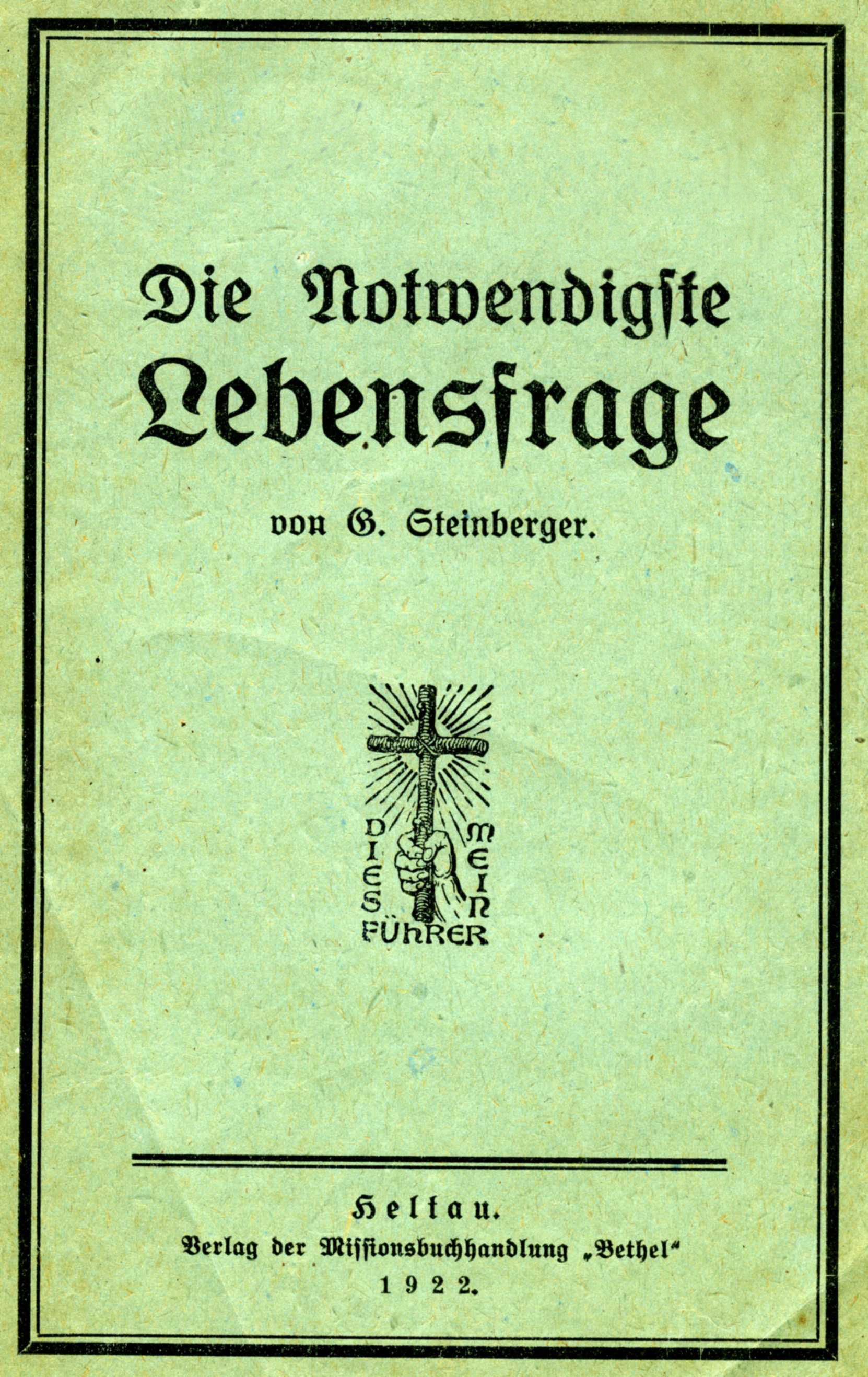
1922

- Rudolf Kretzek (Hrsg.): In den Spuren Jesu. Gesammelte Schriften mit einer Biographie von Axel Nordmann. 2. Auflage. Christliche Literaturverbreitung, 2020, ISBN 978-3-86699-355-6 (sermon-online.com [PDF]).

### Einzelausgaben
- Buße, ein himmlisches Geschenk. Christlicher Verlag Säemann, 2019, ISBN 978-3-944004-29-7.
- Kleine Lichter auf dem Weg der Nachfolge. Christliches Verlagshaus, Stuttgart 1990, ISBN 978-3-7675-3114-7.
- Komm zum Kreuz. Christliches Verlagshaus, Stuttgart 1978, ISBN 978-3-7675-3189-5.
- Die notwendigste Lebensfrage. 1. Auflage. Christlicher Verlag Säemann, 2018, ISBN 978-3-944004-24-2.
- Bleibt in meiner Liebe. Missionswerk Christus für dich, Leer 2020.
- Das Geheimnis eines siegreichen Lebens. Christliches Verlagshaus, Stuttgart, ISBN 978-3-7675-3142-0 (glaubensstimme.de).
- Der Weg dem Lamme nach. 33. Auflage. Brunnen-Verlag, Gießen 2007, ISBN 978-3-7655-3132-3 (gottliebtuns.com [PDF]).